# Lanczos-type product methods
Die Abkürzung LTPM steht für die englische Bezeichnung Lanczos-type product methods, welche eine Klasse von auf dem (unsymmetrischen) Lanczos-Verfahren basierenden Verfahren zur Lösung von linearen Gleichungssystemen {\displaystyle Ax=b} mit großen, dünnbesetzten Matrizen {\displaystyle A} darstellt. LTPM stellen eine Unterklasse der Krylowraumverfahren dar, welche Verfahren bereitstellt, die insbesondere auf unsymmetrische Matrizen anwendbar sind, mit einem Krylowraum auskommen (somit die Transponierte nicht benötigen) und auf kurzen Rekursionen basieren.
Die in dieser Klasse enthaltenen Verfahren berechnen Iterierte, deren Residuen sich als Produkt der Residuenpolynome des BiCG-Verfahrens mit anderen Polynomen vom selben Grad mal dem ersten Residuenvektor {\displaystyle r=b-Ax_{0}} beschreiben lassen. Diese zweiten Polynome werden auch zur Klassifizierung der LTPM herangezogen.
Eine annähernd chronologische unvollständige Liste der LTPM lautet wie folgt:
1. IDR, Peter Sonneveld, ca. 1980,
2. CGS, Peter Sonneveld, 1984/1989,
3. BiCGSTAB, Henk van der Vorst, 1992,
4. BiCGSTAB2, Martin H. Gutknecht, 1993
5. TFQMR, Roland W. Freund,
6. BiCGSTAB(l), Diederik Fokkema, Gerard L. G. Sleijpen,
7. CGS2, Diederik Fokkema, Gerard L. G. Sleijpen, Henk A. van der Vorst,
8. shifted CGS, Diederik Fokkema, Gerard L. G. Sleijpen, Henk A. van der Vorst,
9. QMRCGSTAB, Tony F. Chan, E. Gallopoulos, Valeria Simoncini, T. Szeto, Charles H. Tong, 1994
10. GPBiCG, Zhang

Allen Verfahren ist gemeinsam, dass sie genau dann zusammenbrechen, wenn auch BiCG zusammenbricht.